# Aston Martin V8
Aston Martin V8 je dvoudveřové kupé vyráběné ve Velké Británii v letech 1969 – 1989 automobilkou Aston Martin.
Zákazníci britské automobilky se dožadovali automobilu s osmiválcovým motorem již léta. Aston Martin proto navrhl větší dvoudveřový sedan, do nějž se měl montovat motor V8. Motor však nebyl ještě připraven, a proto automobilka v roce 1967 uvedla na trh vůz Aston Martin DBS s řadovým šestiválcem Vantage z vozu Aston Martin DB6. Dva roky nato byl motor V8, jehož autorem byl inženýr Tadek Marek, původem Polák, hotov a Aston Martin představil automobil DBS V8. Po ukončení výroby vozu Aston Martin Vantage s řadovým šestiválcem v roce 1973 byl DBS V8 jednoduše přejmenován na Aston Martin V8 a stal se na dvě desetiletí firemní jedničkou. V roce 1989 pak přenechal své místo vozu Virage.

## Aston Martin V8 Vantage
Vůz byl na britský trh uveden v roce 1977. A záhy začal být nazýván prvním britským superautomobilem. A není divu, dokázal totiž maximální rychlostí i při akceleraci z nuly na 100 km/h překonat Ferrari Daytonu. Markův vidlicový osmiválec byl zvýšením komprese, zvětšením sacích ventilů, speciálním vačkovým hřídelem, novým sáním a zvětšením karburátorů vyladěn až na 326 kW. Změna nastala až při modernizaci motoru v roce 1986.

Vantage se od standardní V8 lišil zadním spoilerem, zakrytou maskou chladiče a kapotou bez sacího otvoru. Měl také širší podběhy a boční prahy. V průběhu výroby došlo k malým změnám designu a kol. V8 Vantage se nabízel ve dvou verzích: jako sedan anebo jako kabriolet Volante dodávaný od roku 1987.

### Aston Martin V8 Vantage ve filmu
Ve filmu Dech života jezdil James Bond ve voze Vantage V8. Ve skutečnosti šlo o tři různé automobily: kabriolet Vantage Volante a dva sedany Aston Martin V8 – s neprůstřelnými okny, lasery ve středech kol, samonaváděcími tepelnými střelami, raketovým motorem, systémem sebezničení a dalšími vymoženostmi.

## Výkon
- V8 5341 cc 16
- 0 – 100 km/h 6.7s (5.4s Vantage)
- 241 km/h (264 km/h Vantage)

## Produkce
- V8 Saloon Series 2: 288
- V8 Saloon Series 3: 967
- V8 Saloon Series 4: 352
- V8 Saloon Series 5: 405
- V8 Volante Series 1: 656
- V8 Volante Series 2: 245
- V8 Vantage Series 1: 51
- V8 Vantage Series 2: 318
- V8 Vantage Volante: 248
- V8 Vantage Zagato/Vantage Volante Zagato: 89